# Glynn Watson Jr.
Glynn Watson Jr., né le 9 mars 1997 à Chicago dans l'Illinois, est un joueur américain de basket-ball évoluant au poste de meneur.

## Biographie

### Carrière

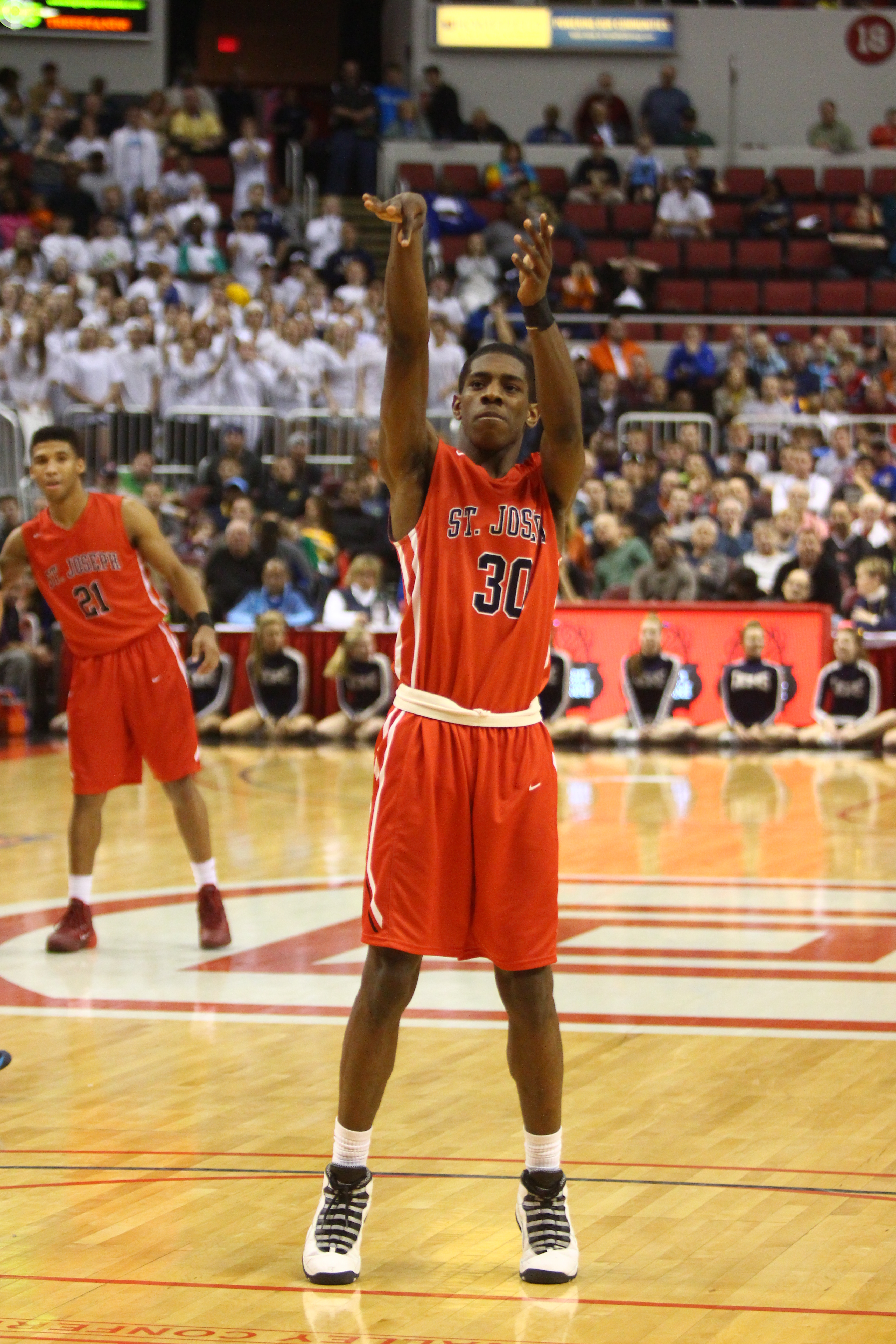
Watson en 2015

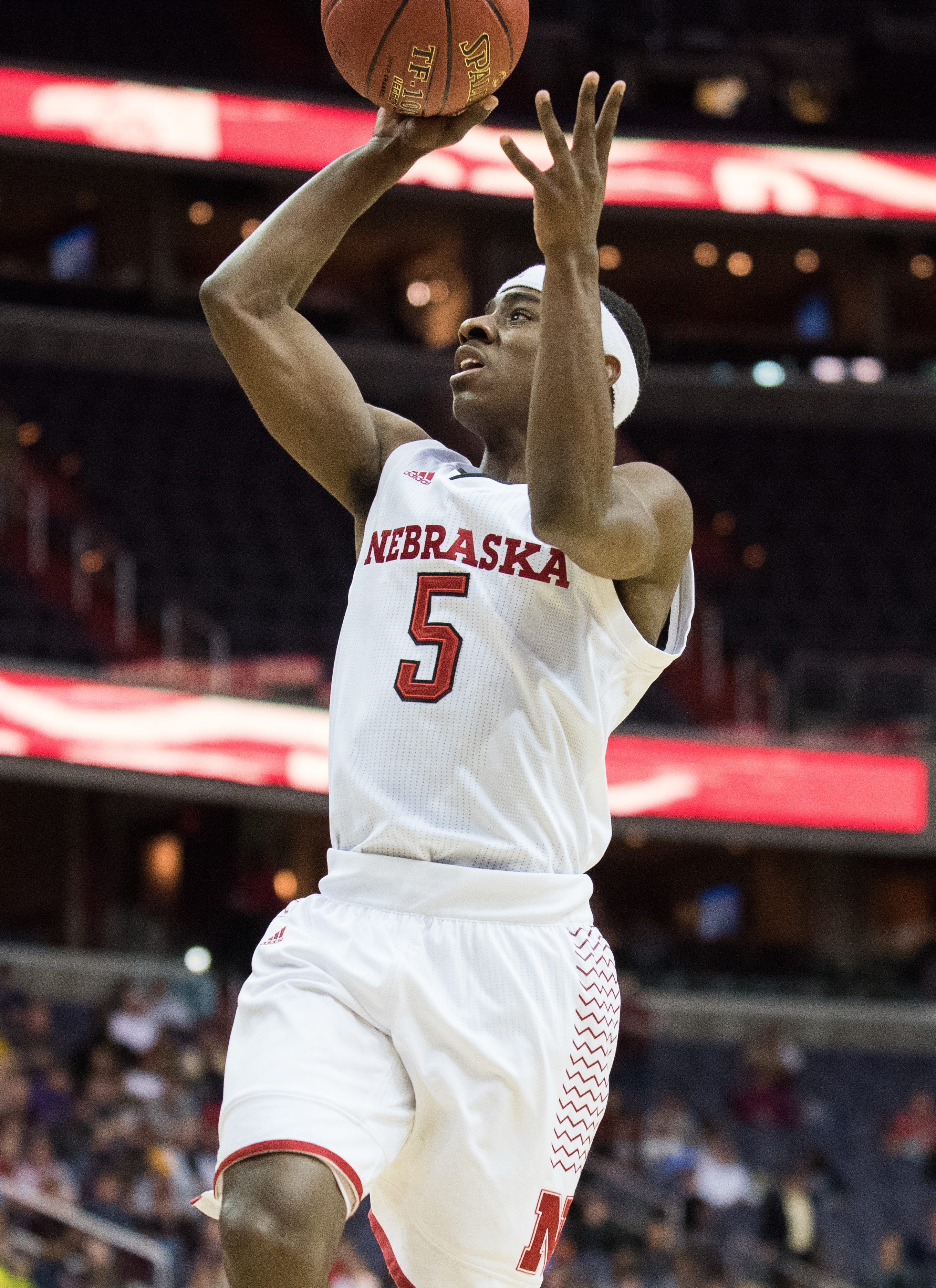
Watson en mars 2017.

Fils de Sabrina Watson et Glynn Watson Sr., il a deux frères aînés (DeAndre and Demetri McCamey) et deux sœurs (Kiera et Monique). Son amie, Megan Gamble, était une joueuse de l'université de West Texas A&M. Avec les , Demetri a été trois fois dans le meilleur cinq de la Big Ten.
Après des débuts à St. Joseph High School à Westchester (Illinois), comme ses frères, Glynn Watson Jr. est engagé par les Cornhuskers du Nebraska dans la Big Ten Conference, alors qu'il était également courtisé par les Bluejays de Creighton, les Blue Demons de DePaul, les Hawkeyes de l'Iowa, les Golden Eagles de Marquette, les Terrapins du Maryland, les Nittany Lions de Penn State, les Boilermakers de Purdue, les Volunteers du Tennessee et des Mountaineers de la Virginie-Occidentale.
Durant son année senior, ses statistiques sont des 13,6 points, 4,1 rebonds et 3.1 passes par rencontre et les Cornhuskers ses qualifient pour la seconde fois consécutive pour le NIT. Après la saison universitaire, il participe au tournoi 3x3 Dos Equis .
Non retenu lors de la draft 2019 de la NBA, il commence sa carrière professionnelle en Grèce à Lavrio pour 8,0 points, 1,7 rebond et 1,8 passe décisive puis auKolossos Rhodes, entre 2019 et 2021. Il joue ensuite pour le champion d'Islande Þór Þorlákshöfn, puis Jonava en Lituanie et à Sopot en Pologne, avant de rallier Bonn, où il succède à son compatriote T. J. Shorts.
Après une saison 2024-2025 remarquée à Gravelines, avec des moyennes de 16,3 points (4e marqueur de LFB avec une pointe à 48 unités) à 46% aux tirs dont 37% à 3-points, 4 rebonds et 4 passes décisives en 31 minutes, il s'engage avec l'ASVEL Lyon-Villeurbanne, qui joue en Euroligue.

## Palmarès

### Professionnel
- Vainqueur de la Supercoupe d'Islande 2021